# Albert Ier de Brandebourg
À distinguer d’Albert de Brandebourg, appelé également « Albert de Prusse » (1490-1568)
Pour les articles homonymes, voir Albert de Brandebourg, Albert Ier et Brandebourg (homonymie).
Albert Ier, appelé également Albert l’Ours (en allemand : Albrecht der Bär), né vers 1100 et mort le 18 novembre 1170), est un prince de la maison d'Ascanie, fils du comte Othon de Ballenstedt et d'Eilika de Saxe. Il fut margrave de la Lusace de 1123 à 1131 et duc de Saxe de 1138 à 1142. Nommé margrave de la marche du Nord en 1134, au cours de la colonisation germanique dans les pays des Slaves, il s’impose comme le premier margrave de Brandebourg de 1157 jusqu'à sa mort.

## Biographie
Albert est le seul fils d'Othon le Riche (mort en 1123), comte de Ballenstedt en Saxe (Ostphalie), et de son épouse Eilika Billung (morte en 1142), fille du duc Magnus Ier de Saxe et de Sophie de Hongrie. En 1112, son père est inféodé avec le duché de Saxe par l'empereur Henri V ; il doit cependant laisser place à Lothaire de Supplinbourg. Son frère cadet Siegfried, l'oncle d'Albert, fut comte palatin du Rhin et comte de Weimar-Orlamünde.

### Margrave
Il est à l'origine de l'implantation dans les pays des Slaves (« Wendes ») de la maison d'Ascanie dont le nom est issu du château ancestral d'Aschersleben (latin: Ascaria ou Ascania) situé sur les pentes nord-est du Harz. À la suite de la mort de son père, Albert reçoit les possessions des comtes de Ballenstedt dans cette région s'étendant jusqu'à la rivière Mulde dans l'est, mais également une partie de l'héritage des Billung par sa mère Eilika de Saxe. 
Cette même année, en 1123, Albert Ier est inféodé par Lothaire de Supplinbourg, duc de Saxe, avec la marche de Lusace où il s'impose face à son concurrent Wiprecht de Groitzsch, le préféré de l'empereur Henri V. À cette époque déjà, il se lia d’amitié avec Pribislav, prince slave des Havellanes (Stodorjane), converti au christianisme et baptisé sous le nom de « Henri », qui est le parrain du fils d'Albert, Othon né vers 1128. En 1131, toutefois, Lothaire, élu roi des Romains en 1125, reprit la Lusace et la céda en fief à Henri de Groitzsch, fils de Wiprecht.
En récompense de sa participation à l'expédition en Italie l'empereur lui confie en 1134 la marche du Nord (Nordmark), c'est-à-dire le territoire compris entre l’Ohra et l’Aland et la région de Salzwedel, plus tard appelée Altmark sur la rive ouest de l’Elbe, à partir de laquelle il étend ses conquêtes : il s’empare de Havelberg dès 1136, et de la Prignitz en 1137. Il a joué un rôle essentiel dans la création de l'abbaye prémontrée de Leitzkau à l'est de l'Elbe vers 1138. Après la mort de son cousin Guillaume le 13 février 1140, il hérite également des domaines des comtes de Weimar-Orlamünde en Thuringe. 

### Duc de Saxe
Après la mort de Lothaire de Supplinbourg, le 3 décembre 1137, sa veuve Richenza de Nordheim a favorisé son gendre Henri le Superbe, issu de la dynastie des Welf, qui a été désigné duc de Saxe par l'empereur défunt. Néanmoins, Albert, qui revendique le duché de Saxe étant l'héritier de sa mère Eilika, a énergiquement saboté son élection comme roi des Romains. Finalement, cela a abouti à l'élection de Conrad III, prince de la maison de Hohenstaufen, le 7 mars 1138 à Coblence.
Albert bénéficie de la confrontation entre les Welf et les Hohenstaufen : un soutien important dans le nord de la Germanie, Conrad lui a cédé le duché de Saxe. Durant son règne, toutefois, il a été confronté à de nombreux conflits armés avec la noblesse saxonne. En 1138 déjà, ses adversaires ont attaqué le château de Bernbourg où résidait sa mère Eilika de Saxe. Il n'arrive pas à s'imposer contre la résistance de la noblesse et finalement, à la diète de Francfort-sur-le-Main en 1142, il renonce à la Saxe qui a été donnée en fief à Henri le Lion, fils de Henri le Superbe.

### Fondateur de la marche de Brandebourg
Albert participe à la croisade contre les Wendes dans l’armée du roi Conrad III en 1148 et le prince Pribislav, en l’absence d'héritier, lui lèguera en 1150 son pays (la Marche du Nord) et sa forteresse à Brandebourg-sur-la-Havel.
Il prend part à l’expédition de Frédéric Barberousse en 1157 contre la Pologne. C'est alors qu'il voit sa forteresse de Brandebourg occupée par un chef Wende, Jaxa de Köpenik, appuyé par les ducs de Poméranie Bogusław Ier et Casimir Ier : les Wendes envisagent, de là, de faire main basse sur le reste de la Marche. Albrecht L'Ours convainc l'empereur du risque que constitue Jaxa, qui pourrait attaquer l'armée impériale sur ses arrières, depuis l'Ouest : il prend congé du gros de l'armée et assiège sur trois côtés à la fois la forteresse de Brandebourg avec l'archevêque Wichmann de Seeburg. Au mois d'août 1157, après un dur combat au cours duquel le neveu d'Albrecht, le comte Werner III von Veltheim, trouve la mort, il s'empare du château. Après cette victoire, il occupe les plateaux de Barnim et Teltow, et enfin s'empare du fort de Copnik. Barberousse lui octroie en 1157 le titre de margrave de Brandebourg.
Albert soutient en 1163 Henri le Lion lors de la révolte des fils de Niklot l'Obotride. Il construisit des forteresses et malgré des rivalités avec l’évêque de Magdebourg, il réaffirme l’autorité de l’Église et intègre l’aristocratie slave dans la noblesse allemande.

## Union et postérité
Albert Ier épousa vers 1124 Sophie de Winzenburg (1100-1160), dont :

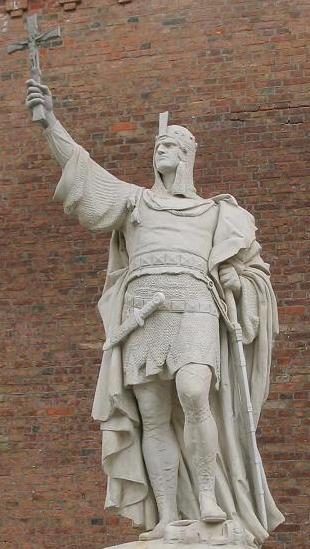
Monument dédié à Albert l'Ours à Berlin, ancienne allée de la Victoire (aujourd'hui à la citadelle de Spandau), œuvre de Walter Schott (1898).

- Othon Ier de Brandebourg (1126-1184) Marié en 1147 avec Judith Piast †1174, fille de Boleslas III le Bouche-Torse Piast, duc de Pologne. Marié en 1176 avec Ada de Hollande fille de Florent III de Hollande ;
- Hermann Ier Comte de Weimar-Orlamünde † 1176. Marié avec Irmgarde † 1172 ;
- Siegfried (en) archevêque de Brême, †1184 ;
- Heinrich †1185 ;
- Albrecht †1171 comte de Ballenstedt ;
- Dietrich †1183 comte de Werben ;
- Bernard III de Saxe. Marié en 1173 ou 1177 avec Judith Piast (1150-1212) fille de Mieszko III le Vieux Piast, duc de Grande-Pologne ;
- Edwige (1140-1203). Mariée en 1147 avec Othon Ier le Riche ;
- Gertrude. Mariée avec Děpold Ier, prince Przemyslide ;
- Ne. Mariée avec Vladislav Przemyslide +1165 ;
- Johanna. Mariée avec Erkenbert.